# 林克彦 (生殖遺伝学者)
林克彦（はやし かつひこ、1972年 - ）は、日本の生殖遺伝学者、幹細胞研究者である。
雄マウスの細胞から人工多能性幹細胞（iPS細胞）を作り、卵子に分化させ、その卵子を使い子どもを誕生させた。

## 略歴
主な略歴は以下の通り。
- 1994年3月	明治大学農学部農学科卒業
- 2004年3月	理学博士（東京理科大学）
- 2005年4月 ケンブリッジ大学ガードン研究所 博士研究員
- 2009年4月 京都大学医学研究科(機能微細形態学分野)講師
- 2012年4月 京都大学大学院医学研究科 准教授（機能微細形態学）
- 2012年4月 京都大学大学院医学研究科 准教授（機能微細形態学）
- 2014年4月 九州大学医学研究院(ヒトゲノム幹細胞分野)教授
- 2021年9月 大阪大学大学院医学系研究科教授

## 評価
- 2023年12月13日、学術雑誌ネイチャーが選ぶ、今年の10人の一人に選ばれた。絶滅危惧種の保全などへの応用が期待されるとしている[5][2]。
- 2024年04月17日、アメリカ合衆国の雑誌『タイム』が選ぶ、世界で最も影響力のある100人の一人に選ばれた。「不妊や同性カップルに希望を与える」ことが評価された[6][7]。